# Ottó Vincze
Ottó Vincze (ur. 29 sierpnia 1974 w Ózd) – węgierski piłkarz, grający na pozycji pomocnika. Obecnie gra w SV St. Magarethen, w przeszłości reprezentował kluby z Węgier, Szwajcarii, Hiszpanii i Niemiec.
W reprezentacji rozegrał 11 spotkań.